# 広岡球志
広岡 球志（ひろおか きゅうし、1942年1月8日 - ）は、満洲出生、福岡県福岡市出身の漫画家。本名：浅井 政宜。血液型はA型。別名に浅井 まさのぶがある。
『少年クラブ』（講談社）にて、『コウモリ部落の少年酋長』でデビュー。

## 作品リスト
- いわしの歌
- 熱球ジャングル
- 笛吹童子（原作：北村寿夫、週刊少年サンデー連載）
- アストロガンガー（冒険王連載）
- ジャンボーグA（小学一年生連載）
- GO!GOスカイヤー（冒険王 1973年連載）
- 新造人間キャシャーン（原作：吉田竜夫、冒険王連載）
- 破裏拳ポリマー（原作：吉田竜夫、冒険王連載）
- 宇宙の騎士テッカマン（原作：吉田竜夫、冒険王連載）
- ザ・カゲスター（原作：八手三郎、テレビランド連載）
- 電子戦隊デンジマン（原作：八手三郎、冒険王連載）
- 青春火山
- カリガリ博士
- つっぱり草野球（原作：本間正夫）
- マクドナルド笑顔の秘密
- 未知への挑戦エイズ
- 現代相続・節税情報
- 奥の細道
- まんがでわかるリースとレンタル
- 実践! 草野球
- 五人囃子（原作：北芝健）
- 男のライセンス（原作：山本恵三）
- 宇宙戦艦富嶽殺人事件（原作：辻真先）
- デイトレード
- エンロン（原作：清水昭男）
- 三猿金泉秘録
- 義経（原作：宮尾登美子）
- 恐怖! マリア学園の地下室に…（立風書房、レモン・コミックス）
- 走れメロス　富嶽百景（原作：太宰治）
- 怨霊の館（講談社）
- 火子伝説（原作：梶原一騎、全5巻中の第4-5巻）
- 漫画の描き方
- 日本の歴史クイズ（秋田書店）